# Chuck Berry Is on Top
| Críticas profissionais | Críticas profissionais |
| Avaliações da crítica  | Avaliações da crítica  |
| Fonte                  | Avaliação              |
| ---------------------- | ---------------------- |
| Allmusic               | [ 2 ]                  |

Chuck Berry Is on Top é o terceiro álbum de estúdio do cantor e guitarrista norte-americano pioneiro do rock and roll Chuck Berry. Lançado em julho de 1959 pela Chess Records, o álbum é composto de alguns de seus singles lançamentos até esse ponto, juntamente com uma nova faixa "Blues for Hawaiians". Em sua resenha do álbum, Cub Koda, da Allmusic, descreveu-o como "quase um mini-sucesso maior pacote em si mesmo", e como a coleção mais perfeitamente realizada da carreira de Berry.
O álbum obteve grande sucesso nas paradas musicais da época com canções como "Roll Over Beethoven" — lançada assim como todas as faixas do álbum como canção póstuma em 1956 — e "Johnny B. Goode", do mesmo ano. A revista Rolling Stone classificou "Johnny B. Goode" uma das 500 melhores canções de todos os tempos em sua lista, sendo classificada pela mesma em 7° lugar. "Roll Over Beethoven" também foi classificada pela mesma ficando na posição de número 97. Outra canção classificada na lista está "Maybellene" (número 18) lançada em julho de 1955.

## Faixas
| Lado 1 |                              |                |         |  |
| N.º    | Título                       | Compositor(es) | Duração |  |
| 1.     | "Almost Grown"               | Chuck Berry    | 2:21    |  |
| 2.     | "Carol"                      | Berry          | 2:48    |  |
| 3.     | "Maybellene"                 | Berry          | 2:23    |  |
| 4.     | "Rock Sweet Little & Roller" | Berry          | 2:22    |  |
| 5.     | "Anthony Boy"                | Berry          | 1:54    |  |
| 6.     | "Johnny B. Goode"            | Berry          | 2:41    |  |

| Lado 2         |                       |                |         |  |
| N.º            | Título                | Compositor(es) | Duração |  |
| 1.             | "Little Queenie"      | Berry          | 2:43    |  |
| 2.             | "Jo Jo Gunne"         | Berry          | 2:47    |  |
| 3.             | "Roll Over Beethoven" | Berry          | 2:24    |  |
| 4.             | "Around and Around"   | Berry          | 2:42    |  |
| 5.             | "Hey Pedro"           | Berry          | 1:57    |  |
| 6.             | "Blues for Hawaiians" | Berry          | 3:23    |  |
| Duração total: | Duração total:        | Duração total: | 29:26   |  |

## Créditos
- Chuck Berry - guitarra, vocais
- Fred Below - bateria
- Bo Diddley - guitarra
- Willie Dixon - baixo
- Jerome Green - maracas
- Ebbie Hardy - bateria
- Johnnie Johnson - piano
- Lafayette Leake - piano
- The Moonglows - backing vocals
- George Smith - baixo
- Jaspar Thomas - bateria